# Berner Sport Club Young Boys 2004-2005
Questa voce raccoglie le informazioni riguardanti il Berner Sport Club Young Boys nelle competizioni ufficiali della stagione 2004-2005.

## Stagione
Nella stagione 2004-2005 il Young Boys, allenato da Hans-Peter Zaugg, concluse il campionato di Super League al 4º posto. In Coppa Svizzera il Young Boys fu eliminato in semifinale dal Zurigo. In Champions League Qual. il Young Boys fu eliminato al secondo turno preliminare dalla Stella Rossa.

## Rosa
| N. |                      | Ruolo | Calciatore         |
| -- | -------------------- | ----- | ------------------ |
| 1  | Svizzera (bandiera)  | P     | Patrick Bettoni    |
| 2  | Svizzera (bandiera)  | D     | Nicolas Kehrli     |
| 3  | Svizzera (bandiera)  | D     | Adrian Eugster     |
| 4  | Svizzera (bandiera)  | D     | Iván Knez          |
| 5  | Svizzera (bandiera)  | D     | Mark Disler        |
| 6  | Svizzera (bandiera)  | C     | Roman Friedli      |
| 7  | Brasile (bandiera)   | A     | Francisco Neri     |
| 8  | Svizzera (bandiera)  | C     | Gürkan Sermeter    |
| 9  | Svizzera (bandiera)  | A     | Stéphane Chapuisat |
| 10 | Togo (bandiera)      | A     | Sadik Coubageat    |
| 11 | Venezuela (bandiera) | C     | Gabriel Urdaneta   |
| 12 | Svizzera (bandiera)  | A     | Patrick de Napoli  |
| 13 | Uruguay (bandiera)   | D     | Fernando Carreño   |
| 14 | Svizzera (bandiera)  | C     | Joël Magnin        |

| N. |                                | Ruolo | Calciatore        |
| -- | ------------------------------ | ----- | ----------------- |
| 15 | Svizzera (bandiera)            | A     | Thomas Häberli    |
| 16 | Svizzera (bandiera)            | C     | Elvir Melunovic   |
| 18 | Svizzera (bandiera)            | P     | Damien Warpelin   |
| 19 | Svizzera (bandiera)            | A     | Johan Berisha     |
| 20 | Svizzera (bandiera)            | D     | Fabian Geiser     |
| 21 | Svizzera (bandiera)            | D     | Alain Rochat      |
| 22 | Svizzera (bandiera)            | P     | Marco Wölfli      |
| 23 | Svizzera (bandiera)            | C     | Srdjan Maksimovic |
| 24 | Togo (bandiera)                | C     | Yao Aziawonou     |
| 25 | Serbia e Montenegro (bandiera) | C     | Boban Maksimović  |
| 26 | Italia (bandiera)              | D     | Patrick Funaro    |
| 27 | Islanda (bandiera)             | D     | Grétar Steinsson  |
| 28 | Svizzera (bandiera)            | A     | Marco Schneuwly   |

## Organigramma societario
Area tecnica
- Allenatore: Hans-Peter Zaugg
- Allenatore in seconda:
- Preparatore dei portieri: Peter Kobel
- Preparatori atletici:

## Calciomercato

### Sessione estiva
| Acquisti | Acquisti          | Acquisti        | Acquisti |
| R.       | Nome              | da              | Modalità |
| -------- | ----------------- | --------------- | -------- |
| C        | Yao Aziawonou     | Servette        |          |
| P        | Patrick Bettoni   | Neuchâtel Xamax |          |
| D        | Fernando Carreño  | Sud América     |          |
| A        | Patrick de Napoli | Aarau           |          |
| A        | Francisco Neri    | Sciaffusa       |          |
| C        | Gabriel Urdaneta  | Kriens          |          |
| P        | Damien Warpelin   | Losanna U18     |          |

| Cessioni | Cessioni          | Cessioni    | Cessioni |
| R.       | Nome              | a           | Modalità |
| -------- | ----------------- | ----------- | -------- |
| P        | Paolo Collaviti   | Servette    |          |
| A        | Gaetano Giallanza | Aarau       |          |
| A        | Leandro           | Hannover 96 |          |

### Sessione invernale
| Acquisti | Acquisti         | Acquisti    | Acquisti |
| R.       | Nome             | da          | Modalità |
| -------- | ---------------- | ----------- | -------- |
| D        | Grétar Steinsson | ÍA Akraness |          |

| Cessioni | Cessioni     | Cessioni | Cessioni |
| R.       | Nome         | a        | Modalità |
| -------- | ------------ | -------- | -------- |
| C        | Sandro Burki | Wil      |          |

## Risultati

### Super League

#### Prima fase, girone di andata
| Arbitro: | Busacca |

|                                |           |                                  |
| Merenda 60’, 76’ Montandon 65’ | Marcatori | 39’ Häberli 51’ Neri 90’ Carreño |

| Arbitro: | Salm |

|                                                          |           |             |
| Neri 11’, 25’, 49’ Chapuisat 33’ (rig.), 39’ Carreño 85’ | Marcatori | 63’ Todisco |

| Arbitro: | Bertolini |

|             |           |           |
| Häberli 41’ | Marcatori | 24’ Touré |

| Arbitro: | Rutz |

|                                 |           |             |
| Lustrinelli 11’ Gerber 52’, 80’ | Marcatori | 63’ Häberli |

| Arbitro: | Rogalla |

|               |           |               |
| Chapuisat 23’ | Marcatori | 48’ Carignano |

| Arbitro: | Etter |

|                      |           |                                       |
| Giallanza 17’ (rig.) | Marcatori | 13’ Rochat 50’ Urdaneta 70’ Chapuisat |

| Arbitro: | Laperrière |

|             |           |            |
| Häberli 90’ | Marcatori | 78’ Hassli |

| Arbitro: | Circhetta |

|                      |           |                                        |
| Nef 10’ Di Jorio 28’ | Marcatori | 36’ Maksimović 58’ Häberli 81’ Carreño |

| Arbitro: | Rogalla |

|                                |           |               |
| M'Futi 15’, 48’ von Bergen 80’ | Marcatori | 81’ Aziawonou |

#### Prima fase, girone di ritorno
| Arbitro: | Kever |

|  |           |           |
|  | Marcatori | 10’ Jenny |

| Arbitro: | Meier |

|             |           |          |
| Rodrigo 59’ | Marcatori | 64’ Knez |

| Arbitro: | Salm |

|  |           |               |
|  | Marcatori | 19’ Melunovic |

| Arbitro: | Einwaller |

|                           |           |                 |
| Chapuisat 24’ Häberli 43’ | Marcatori | 63’ Lustrinelli |

| Arbitro: | Busacca |

|                                   |           |          |
| Sterjovski 12’ Giménez 51’ (rig.) | Marcatori | 31’ Neri |

| Arbitro: | Leuba |

|                      |           |                      |
| Chapuisat 94’ (rig.) | Marcatori | 14’ (rig.) Giallanza |

| Arbitro: | Kever |

|                      |           |          |
| Paulo 51’ Hassli 75’ | Marcatori | 22’ Neri |

| Arbitro: | Petignat |

|                           |           |                                   |
| Chapuisat 44’, 64’ (rig.) | Marcatori | 25’ Gygax 53’, 59’ Keita 83’ Ilie |

| Arbitro: | Rogalla |

|                                     |           |               |
| Cordonnier 14’ (aut.) Chapuisat 45’ | Marcatori | 37’ Griffiths |

#### Seconda fase, girone di andata
| Arbitro: | Rutz |

|                           |           |                                                    |
| de Napoli 61’ Häberli 77’ | Marcatori | 4’ Aegerter 8’ Gelson 47’ Raimondi 52’ Lustrinelli |

| Arbitro: | Circhetta |

|             |           |          |
| Rogério 25’ | Marcatori | 35’ Neri |

| Arbitro: | Salm |

|  |           |             |
|  | Marcatori | 41’ Häberli |

| Arbitro: | Wildhaber |

|          |           |           |
| Neri 36’ | Marcatori | 58’ Inler |

| Arbitro: | Wildhaber |

|  |           |                                                      |
|  | Marcatori | 14’, 21’ Neri 25’ (aut.) Nef 30’ Rochat 72’ Sermeter |

| Arbitro: | Etter |

|            |           |  |
| Magnin 11’ | Marcatori |  |

| Arbitro: | Busacca |

|                            |           |                                    |
| Urdaneta 75’ Chapuisat 87’ | Marcatori | 45’ Lopez 63’ Merenda 69’ Pavlovic |

| 26ª giornata |  | – turno di riposo |  |  |

| Arbitro: | Wildhaber |

|                                        |           |                                                  |
| Müller 50’ (aut.) Chapuisat 78’ (rig.) | Marcatori | 14’ Zanni 30’, 41’ Delgado 73’ Giménez 88’ Degen |

#### Seconda fase, girone di ritorno
| Arbitro: | Leuba |

|             |           |              |
| Delgado 64’ | Marcatori | 2’ Steinsson |

| 29ª giornata |  | – turno di riposo |  |  |

| Arbitro: | Mostböck |

|                               |           |                        |
| Wölfli 27’ (aut.) Marazzi 89’ | Marcatori | 40’ Steinsson 86’ Neri |

| Arbitro: | Petignat |

|  |           |                      |
|  | Marcatori | 90’ (rig.) Chapuisat |

| Arbitro: | Kever |

|          |           |                  |
| Neri 20’ | Marcatori | 23’ (rig.) Cesar |

| Arbitro: | Nobs |

|           |           |               |
| Deumi 45’ | Marcatori | 28’ Chapuisat |

| Arbitro: | Laperrière |

|                                                |           |                         |
| Chapuisat 39’ (rig.) Häberli 41’ Steinsson 52’ | Marcatori | 83’ Spycher 90’ Cabanas |

| Arbitro: | Leuba |

|          |           |             |
| Bieli 7’ | Marcatori | 38’ Häberli |

| Arbitro: | Rogalla |

|                                         |           |            |
| Chapuisat 55’ Häberli 61’, 85’ Neri 76’ | Marcatori | 65’ Santos |

### Coppa Svizzera
| 17 settembre 2004, ore 19:30 CEST Primo turno | Martigny | 0 – 6 | Young Boys |  |

| 23 ottobre 2004, ore 16:15 CEST Secondo turno | Wohlen | 0 – 1 | Young Boys |  |

| 20 novembre 2004, ore 17:30 CET Ottavi di finale | Sion | 1 – 2 | Young Boys |  |

| 13 febbraio 2005, ore 14:30 CET Quarti di finale | Young Boys | 2 – 0 | Thun |  |

| 20 aprile 2005, ore 20:15 CEST Semifinale | Zurigo | 3 – 1 | Young Boys |  |

### Champions League

#### Preliminari
| Arbitro: | Vink |

|                          |           |                |
| Chapuisat 6’ Eugster 65’ | Marcatori | 79’, 88’ Žigić |

| Arbitro: | Ledentu |

|                                     |           |  |
| Miladinović 39’ Dudić 49’ Žigić 69’ | Marcatori |  |

## Statistiche

### Statistiche di squadra
| Competizione     | Punti | In casa | In casa | In casa | In casa | In casa | In casa | In trasferta | In trasferta | In trasferta | In trasferta | In trasferta | In trasferta | Totale | Totale | Totale | Totale | Totale | Totale | DR  |
| Competizione     | Punti | G       | V       | N       | P       | Gf      | Gs      | G            | V            | N            | P            | Gf           | Gs           | G      | V      | N      | P      | Gf     | Gs     | DR  |
| ---------------- | ----- | ------- | ------- | ------- | ------- | ------- | ------- | ------------ | ------------ | ------------ | ------------ | ------------ | ------------ | ------ | ------ | ------ | ------ | ------ | ------ | --- |
| Super League     | 49    | 17      | 6       | 6       | 5       | 32      | 29      | 17           | 6            | 7            | 4            | 28           | 23           | 34     | 12     | 13     | 9      | 60     | 52     | +8  |
| Coppa Svizzera   | -     | 1       | 1       | 0       | 0       | 2       | 0       | 4            | 3            | 0            | 1            | 10           | 4            | 5      | 4      | 0      | 1      | 12     | 4      | +8  |
| Champions League | -     | 1       | 0       | 1       | 0       | 2       | 2       | 1            | 0            | 0            | 1            | 0            | 3            | 2      | 0      | 1      | 1      | 2      | 5      | -3  |
| Totale           | 49    | 19      | 7       | 7       | 5       | 36      | 31      | 22           | 9            | 7            | 6            | 38           | 30           | 41     | 16     | 14     | 11     | 74     | 61     | +13 |

### Andamento in campionato
| Giornata  | 1 | 2 | 3 | 4 | 5 | 6 | 7 | 8 | 9 | 10 | 11 | 12 | 13 | 14 | 15 | 16 | 17 | 18 | 19 | 20 | 21 | 22 | 23 | 24 | 25 | 26 | 27 | 28 | 29 | 30 | 31 | 32 | 33 | 34 | 35 | 36 |
| --------- | - | - | - | - | - | - | - | - | - | -- | -- | -- | -- | -- | -- | -- | -- | -- | -- | -- | -- | -- | -- | -- | -- | -- | -- | -- | -- | -- | -- | -- | -- | -- | -- | -- |
| Luogo     | T | C | C | T | C | T | C | T | T | C  | T  | T  | C  | T  | C  | T  | C  | C  | C  | T  | T  | C  | T  | C  | C  |    | C  | T  |    | T  | T  | C  | T  | C  | T  | C  |
| Risultato | N | V | N | P | N | V | N | V | P | P  | N  | V  | V  | P  | N  | P  | P  | V  | P  | N  | V  | N  | V  | V  | P  |    | P  | N  |    | N  | V  | N  | N  | V  | N  | V  |
| Posizione | 3 | 3 | 4 | 5 | 6 | 4 | 4 | 3 | 3 | 5  | 5  | 3  | 3  | 4  | 4  | 5  | 6  | 5  | 5  | 5  | 5  | 5  | 4  | 4  | 4  | 6  | 6  | 5  | 6  | 5  | 4  | 4  | 4  | 4  | 4  | 4  |

Legenda:

Luogo: C = Casa; T = Trasferta. Risultato: V = Vittoria; N = Pareggio; P = Sconfitta.

### Statistiche dei giocatori
| Giocatore     | Super League | Super League | Super League | Super League | Champions League | Champions League | Champions League | Champions League | Totale   | Totale | Totale      | Totale     |
| Giocatore     | Presenze     | Reti         | Ammonizioni  | Espulsioni   | Presenze         | Reti             | Ammonizioni      | Espulsioni       | Presenze | Reti   | Ammonizioni | Espulsioni |
| ------------- | ------------ | ------------ | ------------ | ------------ | ---------------- | ---------------- | ---------------- | ---------------- | -------- | ------ | ----------- | ---------- |
| Y. Aziawonou  | 15           | 1            | 2            | 0            | 2                | 0                | 1                | 0                | 17       | 1      | 3           | 0          |
| J. Berisha    | 1            | 0            | 0            | 0            | 0                | 0                | 0                | 0                | 1        | 0      | 0           | 0          |
| P. Bettoni    | 19           | 0            | 2            | 0            | 0                | 0                | 0                | 0                | 19       | 0      | 2           | 0          |
| S. Burki      | 5            | 0            | 0            | 0            | 0                | 0                | 0                | 0                | 5        | 0      | 0           | 0          |
| F. Carreño    | 25           | 3            | 5            | 0            | 2                | 0                | 0                | 0                | 27       | 3      | 5           | 0          |
| S. Chapuisat  | 31           | 15           | 4            | 0            | 2                | 1                | 0                | 0                | 33       | 16     | 4           | 0          |
| S. Coubageat  | 4            | 0            | 0            | 0            | 1                | 0                | 0                | 0                | 5        | 0      | 0           | 0          |
| M. Disler     | 28           | 0            | 5            | 0            | 0                | 0                | 0                | 0                | 28       | 0      | 5           | 0          |
| A. Eugster    | 16           | 0            | 4            | 0            | 2                | 1                | 0                | 0                | 18       | 1      | 4           | 0          |
| R. Friedli    | 24           | 0            | 0            | 1            | 0                | 0                | 0                | 0                | 24       | 0      | 0           | 1          |
| P. Funaro     | 0            | 0            | 0            | 0            | 0                | 0                | 0                | 0                | 0        | 0      | 0           | 0          |
| F. Geiser     | 13           | 0            | 1            | 0            | 0                | 0                | 0                | 0                | 13       | 0      | 1           | 0          |
| T. Häberli    | 30           | 12           | 5            | 2            | 2                | 0                | 1                | 0                | 32       | 12     | 6           | 2          |
| N. Kehrli     | 4            | 0            | 0            | 0            | 0                | 0                | 0                | 0                | 4        | 0      | 0           | 0          |
| I. Knez       | 23           | 1            | 4            | 0            | 2                | 0                | 0                | 0                | 25       | 1      | 4           | 0          |
| J. Magnin     | 30           | 1            | 4            | 1            | 2                | 0                | 1                | 0                | 32       | 1      | 5           | 1          |
| S. Maksimovic | 0            | 0            | 0            | 0            | 0                | 0                | 0                | 0                | 0        | 0      | 0           | 0          |
| B. Maksimović | 11           | 1            | 0            | 0            | 1                | 0                | 0                | 0                | 12       | 1      | 0           | 0          |
| E. Melunovic  | 28           | 1            | 6            | 0            | 2                | 0                | 0                | 0                | 30       | 1      | 6           | 0          |
| N. Neri       | 23           | 13           | 0            | 0            | 2                | 0                | 0                | 0                | 25       | 13     | 0           | 0          |
| A. Rochat     | 33           | 2            | 6            | 0            | 2                | 0                | 1                | 0                | 35       | 2      | 7           | 0          |
| M. Schneuwly  | 4            | 0            | 0            | 0            | 0                | 0                | 0                | 0                | 4        | 0      | 0           | 0          |
| G. Sermeter   | 22           | 1            | 5            | 0            | 0                | 0                | 0                | 0                | 22       | 1      | 5           | 0          |
| G. Steinsson  | 14           | 3            | 1            | 0            | 0                | 0                | 0                | 0                | 14       | 3      | 1           | 0          |
| G. Urdaneta   | 28           | 2            | 7            | 0            | 2                | 0                | 0                | 0                | 30       | 2      | 7           | 0          |
| D. Warpelin   | 0            | 0            | 0            | 0            | 0                | 0                | 0                | 0                | 0        | 0      | 0           | 0          |
| M. Wölfli     | 15           | 0            | 0            | 0            | 2                | 0                | 0                | 0                | 17       | 0      | 0           | 0          |
| P. de Napoli  | 19           | 1            | 5            | 0            | 2                | 0                | 1                | 0                | 21       | 1      | 6           | 0          |